# توماس بليك
توماس بليك (بالإنجليزية: Thomas Blake)‏ (10 أبريل 1805 في المملكة المتحدة - 1895 في المملكة المتحدة) هو لاعب كريكت بريطاني (وحمل سابقاً جنسية المملكة المتحدة لبريطانيا العظمى وأيرلندا). لعب مع نادي مارليبون للكريكت ‏ وSuffolk county cricket teams ‏ وSussex county cricket teams ‏.

## وصلات خارجية
- توماس بليك على موقع إي آس بي آن كريك إنفو (الإنجليزية)